# Юбилейная (шахта, Кривой Рог)

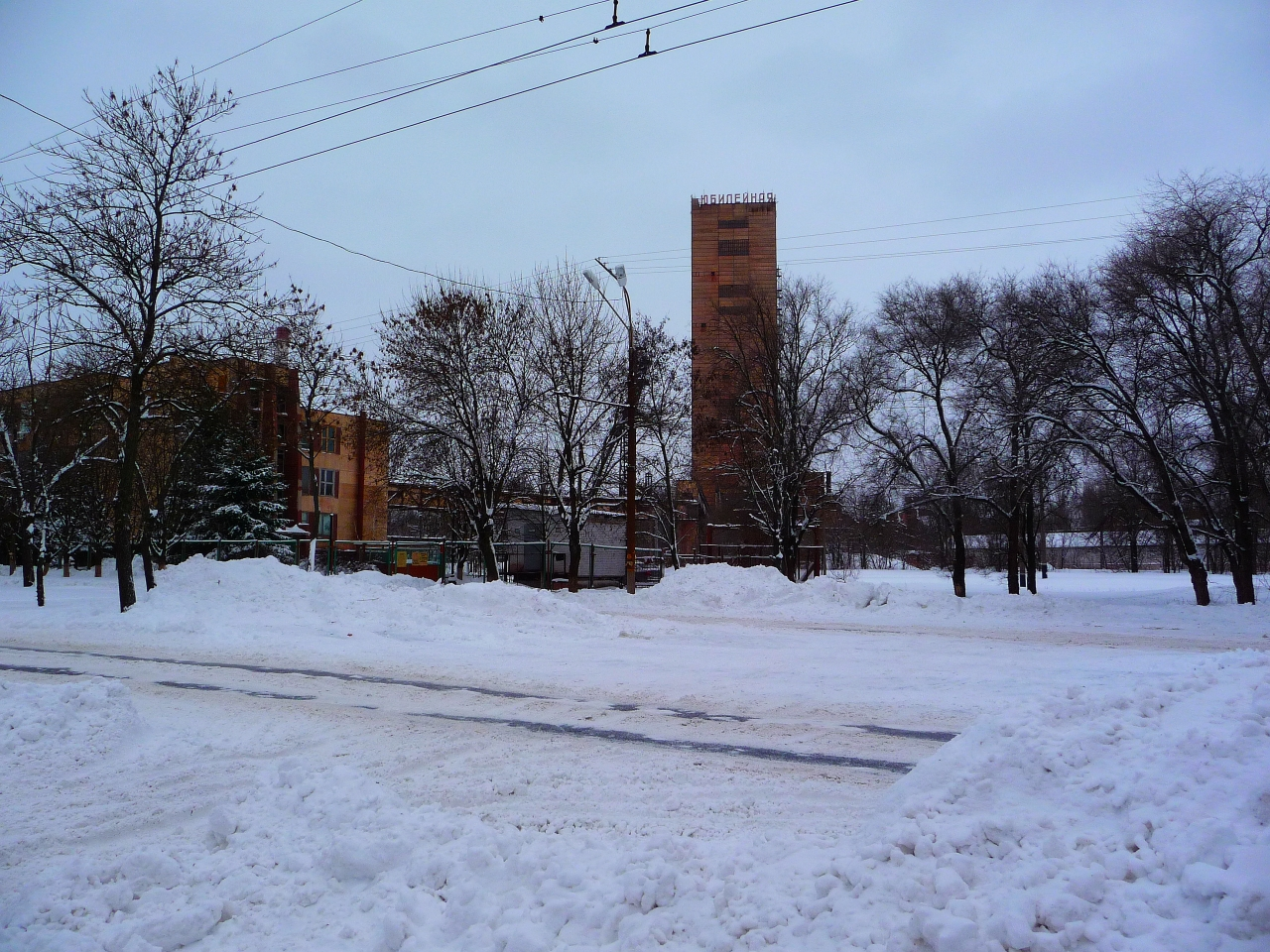
Шахта «Юбилейная» зимой

Юбилейная (укр. Ювілейна) – железорудная шахта в Покровском районе города Кривой Рог, Украина.
Шахта Криворожского железорудного бассейна. В советские годы входила в состав Рудоуправления им. 20-го партсъезда, теперь входит в рудник «Суха Балка» по добыче железной руды подземным способом. Была построена в 1975-1980 годы для ведения горных работ на глубине до 1,5 км, введена в строй вместо шахт «Центральная» и «Южная».
Шахта была заложена в 1975 году, году празднования 200-летия Кривого Рога, отсюда и название – Юбилейная.

## Характеристика
- Проектная мощность шахты 2,3 млн. тонн богатой руды;
- Производственная мощность 1,45 млн. тонн аглоруды в год;
- Очистные работы ведутся на горизонтах 1340, 1420 и 1500 метров;
- В поле шахты залежи железной руды разведаны до глубины 2060 метров;
- Шахта располагает подземным дробильно-сортировочным комплексом;
- В 1997 году добыто 2057 тыс. тонн руды с содержанием железа 56,4%.